# Хассон, Мэдди
Мэ́делин "Мэ́дди" Ха́ссон (англ. Madelaine "Maddie" Hasson, род. 4 января 1995, Нью-Берн) — американская актриса. Наиболее известна по ролям Уиллы Мондэй в телесериале «Искатель» и Джо Мастерсон в телесериале «Социопат».

## Биография
Родилась в семье глазного хирурга Майкла Хассона и его жены Кэтрин. У неё есть две сестры, старшую из которых зовут Анна. Мэдди выросла  в городе Уилмингтон, штат Северная Каролина.
По информации на весну 2013 года Хассон проживает в Лос-Анджелесе со своей сестрой Анной.

## Фильмография
| Год       |   | Русское название         | Оригинальное название      | Роль           |
| --------- | - | ------------------------ | -------------------------- | -------------- |
| 2011      | ф | Боже, благослови Америку | God Bless America          | Хлоя           |
| 2012      | с | Искатель                 | The Finder                 | Уилла Мондэй   |
| 2012      | с | Гримм                    | Grimm                      | Карли Кемпфер  |
| 2013      | ф |                          | Underdogs                  | Рене Донохью   |
| 2013—2014 | с | Социопат                 | Twisted                    | Джо Мастерсон  |
| 2015      | ф | Я видел свет             | I Saw the Light            | Билли Джин     |
| 2015      | ф | Свет под ногами          | A Light Beneath Their Feet | Дашулла        |
| 2016      | ф |                          | Good After Bad             | Шелли          |
| 2017      | ф | Послушница               | Novitiate                  | сестра Сисси   |
| 2018—209  | с | Импульс                  | Impulse                    | Генриетта Коул |
| 2019      | ф | Мы призываем тьму        | We Summon the Darkness     | Валери         |
| 2021      | ф | Злое                     | Malignant                  | Сидни Лейк     |

## Награды и номинации
| Год  | Награда            | Категория                                 | Работа     | Результат | Примечания |
| ---- | ------------------ | ----------------------------------------- | ---------- | --------- | ---------- |
| 2013 | Teen Choice Awards | Choice Summer: Актриса                    | «Социопат» | Номинация | [ 8 ]      |
| 2014 | Teen Choice Awards | Choice TV: Актриса драматического сериала | «Социопат» | Номинация | [ 9 ]      |